# 纳克拉乌帕齐拉
纳克拉是孟加拉国的一个乌帕齐拉，位於迈门辛专区的谢尔布尔县。

## 人口
據1991年孟加拉國人口普查，納克拉共有人口162952人，其中男性佔比51.03%，女性48.97%；成年人口共81345人。該地7歲以上人口之平均識字率為22.4%。